# Wacław Żebrowski
Wacław Żebrowski (ur. 1877, zm. 1931) – duchowny katolicki oraz mariawicki, a następnie wiodący twórca związku religijnego pn. Zrzeszenie Zwolenników Nauki Pierwotnych Chrześcijan (przewodniczący w latach 1913–1929).

## Życiorys
Był synem Stanisława i Antoniny z d. Lewandowskiej. Został wyświęcony na kapłana katolickiego. W latach 1904–1905 był wikariuszem w Chorzelach, następnie wykonywał posługę w parafii Ducha Świętego w Kadzidle. Przeniesiono go do parafii Ciechanów. Stamtąd już jako misjonarz mariawicki wrócił do parafii Kadzidło, gdzie we wsi Długi Kąt zorganizował wspólnotę mariawicką. W 1906 został proboszczem parafii mariawickiej w Lublinie i stanowisko to zajmował do 1909. Przyjeźdżał do Długiego Kąta, gdzie głosił nauki i udzielał sakramentów. W 1907 poświęcił kamień węgielny pod kościół mariawicki w Długim Kącie. W 1910 był proboszczem trzech mariawickich parafii w Warszawie na: Czerniakowie (ul. Szara 8), na Pradze (ul. Skaryszewska 12) i Woli (ul. Karolkowa 2), a także proboszczem parafii w Sosnowcu na Pogoni (ul. Maryacka). W 1911 zakwestionował szereg praktyk mariawityzmu i domagał się wprowadzenia spowiedzi powszechnej. W konsekwencji w 1911 został wykluczony z Kościoła Mariawitów. Następnie odbył podróż do USA w celu uzyskania od Franciszka Hodura święceń biskupich w Polskim Narodowym Kościele Katolickim. Najprawdopodobniej spotkał się tam z odmową. W międzyczasie związał się ze środowiskami ewangelikalnymi. W 1912 wystąpił do władz rosyjskich w Warszawie o zarejestrowanie związku religijnego pn. Zrzeszenie Zwolenników Nauki Pierwotnych Chrześcijan. Nawiązał kontakt z działającym na Śląsku Cieszyńskim w podobny sposób Józefem Mrózkiem seniorem, który po odzyskaniu przez Polskę niepodległości włączył się wraz z kierowanymi przezeń zborami do Zrzeszenia. 
Po wybuchu I wojny światowej znalazł się w Petersburgu, gdzie w 1915 zawarł związek małżeński z Idą Iwaszkiewicz. Był wówczas zatrudniony w branży ubezpieczeniowej. Nawiązał współpracę z Janem Prochanowem. Następnie do kwietnia 1919 przebywał w Helsinkach.
W 1919 powrócił Warszawy i kontynuował działalność jako przewodniczący Zrzeszenia Zwolenników Nauki Pierwotnych Chrześcijan. Był przełożonym zboru w Warszawie przy ul. Ogrodowej 53. Jego bliskim współpracownikami byli Stefan Bortkiewicz (ur. 1869, zm. po 1933) i Antoni Przeorski (1873–1948) – wydawał z nimi czasopisma „Pax Vobis! Pokój Wam” i „Chrześcijanin”. Był także wykładowcą w Szkole Biblijnej w podwarszawskiej Radości, mającej siedzibę w jego willi.
Funkcję przewodniczącego Zrzeszenia Zwolenników Nauki Pierwotnych Chrześcijan pełnił do 1929, kiedy to został pozbawiony tam wszystkich funkcji ze względu na zarzuty natury doktrynalnej i moralnej.
Zmarł najprawdopodobniej w 1931.